# هاوس أوردر أوف هوهنزولرن
هاوس اوردر اوف هوهنزولرن ( (بالألمانية: Hausorden von Hohenzollern)‏ أو Hohenzollernscher Hausorden) كان سلالة من الفرسان من آل هوهنتسولرن منحت لضباط العسكريين والمدنيين بالتساووي. يرتبط مع الإصدارات المختلفة من النظام الصلبان والميداليات التي يمكن منحها للجنود والمدنيين من الرتب الدنيا.